# Собіткові пісні
Собіткові пісні — пісні, що супроводжували купальське вогнище та обряд, що відбувався навколо нього (собітка).
Ці твори зафіксували елементи замовлянь, опису цього дійства:
Долішняни, горішняки,

Сходьтеся до нас на собітку,

Спечемо вам сліпу кішку….

Освячення вогнем:

А де той святий Ян,

Освяти нам наше зело,

Що нам три огні клав?

Наше зело і корене,

А ти, Яне, святий Яне,

Што на огень положене…
На думку багатьох дослідників, обряд перестрибування через полум'я є видозміною архаїчної жертви «переведення через вогонь»:
Ой на Купала вогонь горить,

їй віночка не загубіте,

Ой там Ганнусю перевозять.

її віночок рутв'яненький,

Ой помаленьку її везіте,

їі Іванко молоденький…
Згодом обряд перестибування через вогонь став символічним очищенням перед жнивами. Подекуди купальське багаття розкладали над водою, і хлопці з дівчатами, що перестрибували через собітку, падали у воду. Потім молодь ішла у гущавину «шукати цвіт папороті».